# قشلاق فرج محرم
قشلاق فرج محرم یک روستا در ایران است که در دهستان قشلاق جنوبی واقع شده‌است. قشلاق فرج محرم ۲۹ نفر جمعیت دارد.